# Würzsauce

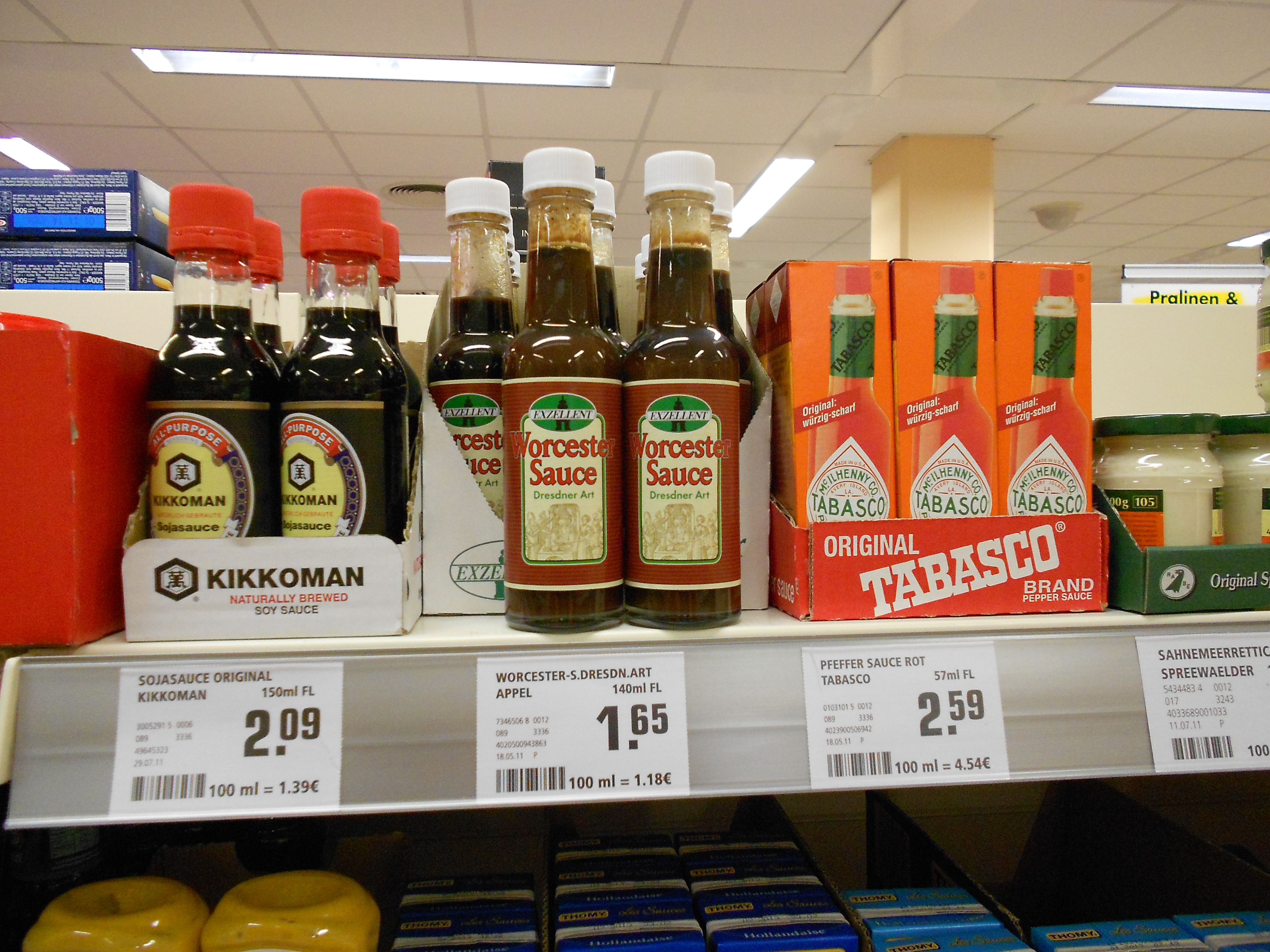
Würzsaucen

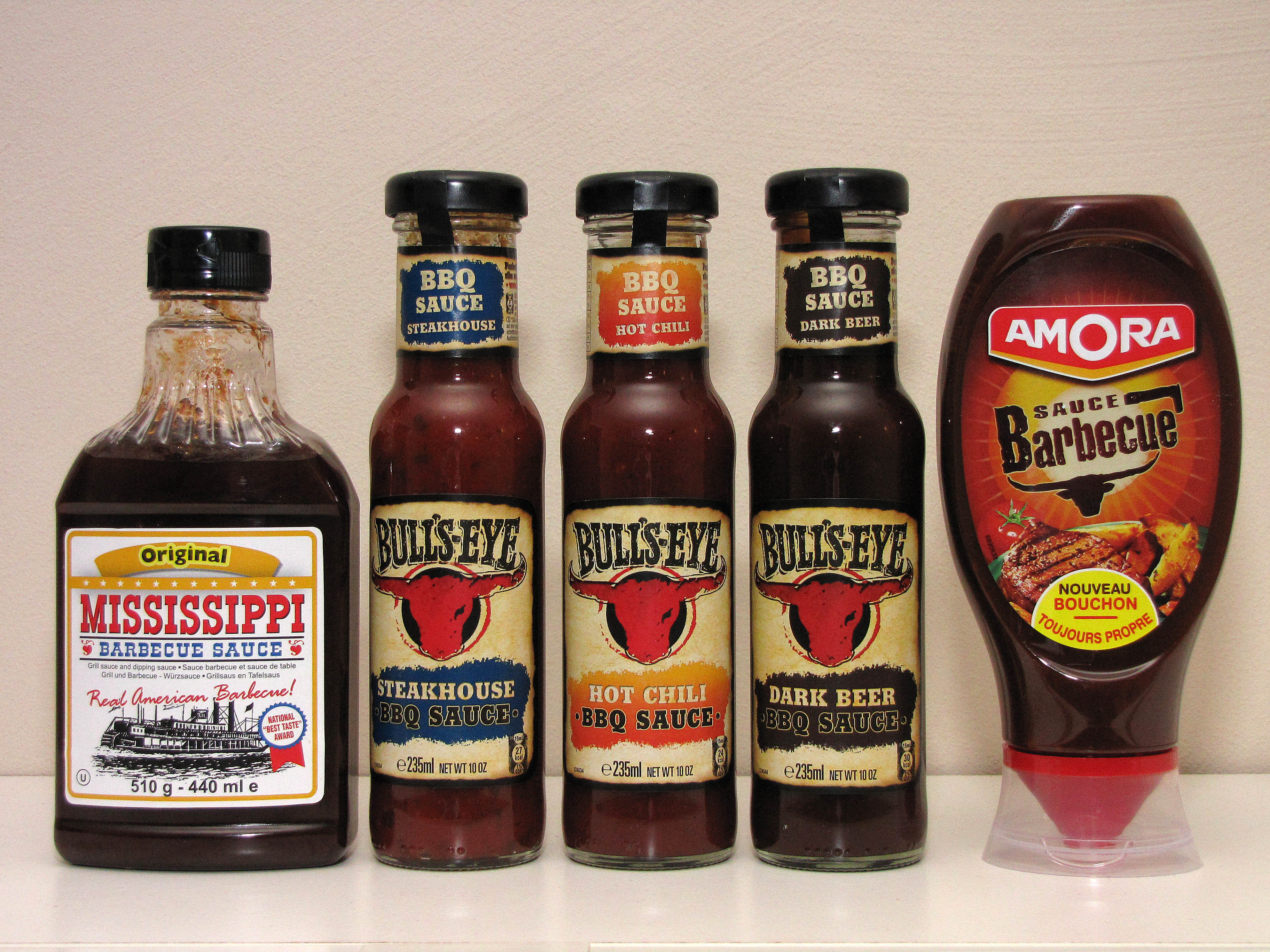
Flaschen mit Barbecuesauce

Würzsaucen oder Würzsoße (auch Würztunke oder Würzpaste) sind fließfähige oder pastenförmige Zubereitungen mit ausgeprägt würzendem Geschmack aus zerkleinerten und/oder flüssigen Zutaten. Sie zählen zu den kalten Saucen und werden wegen ihrer Abstammung aus der englischen bzw. aus der kolonialen asiatischen Küche auch englische Saucen genannt. Würzsaucen werden nur sparsam gebraucht, sie werden daher in der Restaurantküche kaum frisch hergestellt, sondern meist industriell.
Verkehrsbezeichnungen der Würzsaucen erfolgen nach ihrer Art (beispielsweise Currysauce) oder nach dem Verwendungszweck (beispielsweise Grillsauce).

## Herstellung
Bei der traditionellen Herstellung werden die Rohstoffe in Behältern angesetzt, wo sie einige Zeit auslaugen und reifen, bevor sie durchgekocht und abermals zum Auslaugen stehen gelassen werden. Nach dem Kochen werden Essenzen sowie alkoholhaltige Zusätze zugesetzt und die Saucen werden durch grobe und feine Metallsiebe bzw. Filter passiert. Inzwischen gibt es moderne Produktionsmethoden, deren Rezeptur vielfach als Betriebsgeheimnis gehütet wird. Für das heutige Sortiment an Würzsaucen werden Würzmittel wie Pilze, Gemüse oder ihre natürlichen Konzentrate verwendet. Für eine gute Qualität ist nach wie vor die Reifungszeit erforderlich. Würzsaucen werden nur sparsam gebraucht, sie werden daher in der Restaurantküche kaum frisch hergestellt, sondern industriell.

## Weitere Definitionen
Im Harmonisierten System/Zolltarif wird die Definition erweitert auf:
- Würzsaucen sind im Allgemeinen flüssig, Zubereitungen zum Herstellen von Würzsaucen haben meist die Form von Pulver, dem zur Bereitung einer Würzsauce nur Milch, Wasser usw. zugefügt werden muss. Würzsaucen werden im Allgemeinen Speisen bei der Zubereitung zugegeben oder zu Speisen serviert. Würzsaucen geben Geschmack, liefern Flüssigkeit und einen Kontrast in Textur und Farbe. Sie können auch als Medium dienen, in dem Speisen enthalten sind, z. B. Samtsauce für „Huhn in Sahne“. Würzflüssigkeiten (Sojasauce, Pfeffersauce, Fischsauce) werden als Zutat sowohl beim Kochen als auch bei Tisch verwendet.[5]
- Nicht als Würzsauce gelten Extrakte und Säfte von Fleisch, Fischen, Krebstieren, Weichtieren oder anderen wirbellosen Wassertieren.[6]

## Auswahl an Würzsaucen
| - Barbecuesauce - Chilisauce - Chutney - Cumberland-Sauce - Currysauce - Ketchup bzw. Ketchupsauce |  | - Maggi-Würze - Piccalilli Sauce - Relish - Sambal - Sojasauce - Worcestershiresauce |